# بيلي بيهان
بيلي بيهان (بالإنجليزية: Billy Behan)‏ هو مدرب كرة قدم وحكم كرة قدم ولاعب كرة قدم أيرلندي، ولد في 8 أغسطس 1911 في دبلن في جمهورية أيرلندا، وتوفي في 11 نوفمبر 1991. لعب مع مانشستر يونايتد ونادي شامروك روفرز ونادي شيلبورن.

## روابط خارجية
- بيلي بيهان على موقع عالم كرة القدم.نت (الإنجليزية)